# Thisbe prodiga
Thisbe prodiga är en fjärilsart som beskrevs av Hans Ferdinand Emil Julius Stichel 1929. Thisbe prodiga ingår i släktet Thisbe och familjen Riodinidae. Inga underarter finns listade i Catalogue of Life.